# Cinéma colombien
Vous lisez un « bon article » labellisé en 2010.
Le cinéma colombien, au sens large, rassemble les productions cinématographiques réalisées en Colombie ou considérées comme étant colombiennes pour diverses raisons. Il est issu d’un processus historique, comme c’est le cas pour tout cinéma national, et s’inscrit dans une dimension industrielle et artistique.
Au cours de son histoire, le cinéma colombien n’a pas été considéré comme une industrie rentable, ce qui fit obstacle à une continuité de sa production. Lors des premières décennies du XXe siècle, quelques compagnies ont essayé de nourrir un niveau constant de production ; mais le manque d'appui économique et la forte concurrence étrangère ont cassé les initiatives. Grâce à la création de la Compañía de Fomento Cinematográfico (FOCINE), quelques productions ont pu être réalisées. Cependant, cette compagnie a été liquidée au début des années 1990. Grâce à la loi du cinéma approuvée en 2003, des initiatives renaissent autour de l’activité cinématographique, ce qui permet une relance du cinéma colombien, autant sur le plan national qu’international.

## Histoire

### Premières œuvres
L’histoire du cinéma colombien a débuté le 13 juin 1897, deux ans après l’invention de la cinématographie par Auguste et Louis Lumière à Paris. En effet, c’est la date à laquelle le premier cinématographe est arrivé dans le pays par le port de Colón, grâce à Gabriel Veyre, qui était parti du port du Havre le 11 juillet 1896 à destination de l'Amérique.
Un historien du cinéma colombien, Luis Alfredo Álvarez, déclare que l'activité cinématographique colombienne débuta en 1897 avec l'arrivée du vitascope de Thomas Edison. Ainsi, le 21 août de cette année, au théâtre Peralta de Bucaramanga, Manuel Trujillo Durán présente pour la première fois un vitascope sur le territoire colombien actuel, ce qui est bien accueilli par le public local. Le 22 août, la population de Carthagène des Indes découvre une projection d'images en mouvement grâce à un vitascope Edison. Le 1er septembre 1897, au théâtre municipal de Bogota, Ernesto Vieco présente pour la première fois aux habitants de la capitale une projection de cinéma à l’aide d’un vitascope.

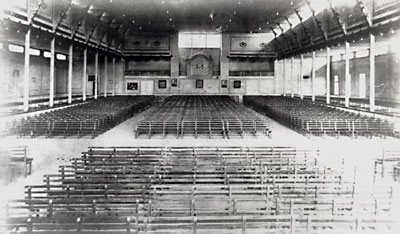
Olympia de Bogotá en 1914.

Peu après l’introduction du cinématographe en Colombie, le pays est en proie à une guerre civile appelée la Guerre des Mille Jours (1899-1902), provoquant la suspension de toutes les productions cinématographiques durant cette période. En 1905, le général Rafael Reyes Prieto, qui est président de la République, engage un cadreur français afin de filmer les principaux évènements officiels de la vie publique. À l’époque, les archives cinématographiques représentent surtout des actes officiels, des inaugurations solennelles et des revues militaires.
À cette époque, l’essor économique de la Colombie favorise le développement du cinéma. Beaucoup de films sont importés et plusieurs salles de cinéma sont construites, tel l’Olympia de Bogotá inauguré le 8 décembre 1912. On retrouve ainsi les frères italiens Francesco et Vincenzo Di Domenico qui importent des films français et italiens en Colombie. Ces mêmes frères créent, en 1913, la société industrielle cinématographique latino-américaine (espagnol : sociedad industrial cinematográfica latinoamericana ou SICLA), avec notamment l'aide de leurs beaux-frères Giuseppe et Erminio Di Ruggiero ainsi que leurs cousins Donato et Giovanni Di Doménico Mazzoli. Cette initiative est, selon Luis Alfredo Álvarez, « la première tentative organisée d'un cinéma national ». Les Di Domenico profitent également de l’assassinat du général Rafael Uribe Uribe le 15 octobre 1914 pour sortir, un an plus tard, le documentaire « El drama del 15 de octubre » (« Le drame du 15 octobre »). Ce film fait scandale car il montrait les deux assassins du général Uribe interviewés dans leur cellule. La tentative avant-gardiste des frères Di Domenico d'attirer le public avec un sujet d'actualité sensible a pour conséquence de stopper net le projet d'une production régulière de films les années suivantes. Il faut ainsi attendre sept ans pour qu'Alfredo del Diestro et Máximo Calvo Olmedo réalisent, en 1922, le premier long métrage de fiction colombien, María, adaptation cinématographique du roman du même nom de Jorge Isaacs.

### Cinéma muet
L’époque du cinéma muet en Colombie est une époque dorée dans l’histoire du cinéma colombien puisque, entre 1921 et 1927, une douzaine de longs métrages ont été diffusés sur grand écran. Dans les années 1920, plusieurs compagnies cinématographiques font leur apparition telles que Casa Cinematográfica Colombia, Compaña Filmadora de Medellín, Casa Films, Colombia Films Company et Cine Colombia. Jusqu’en 1922, les producteurs de films abordaient notamment des sujets sur la nature ou sur la vie quotidienne[réf. nécessaire]. Avec María d’Alfredo del Diestro et Máximo Calvo Olmedo en 1922, on entre réellement dans l’ère du cinéma muet. Ce film est tiré du roman du même nom, María, de Jorge Isaacs qui a été un best-seller en Colombie dès sa publication en 1867. Il ne reste plus aucune copie de ce film. Calvo a conservé quelques photographies du film dans un album et la Fundación Patrimonio Fílmico Colombiano possède encore un fragment de 45 secondes de ce film qui durait trois heures. Ce film entraîne, par ailleurs, la première polémique sur les droits d'auteur dans le monde cinématographique colombien, lorsque la famille Isaacs attente un procès contre le producteur du film, Valley Film.
Un autre film de fiction, « Aura o las violetas » (« Aura ou les violettes »), a été adapté d’une œuvre littéraire de José María Vargas Vila et mis en scène par les frères Di Domenico en 1924. Le court métrage, d'une durée de 18 minutes, racontait l’histoire d’un mariage conflictuel entre un riche vieillard et une jeune fille pauvre.
Arturo Acevedo Vallarino, producteur et directeur d’une compagnie nationale de théâtre à Antioquia, a été un autre pionnier du cinéma colombien. En effet, après l'introduction de films étrangers en Colombie, les théâtres n'étaient plus aussi rentables et Acevedo a décidé de créer une maison de production, Acevedo e Hijos (« Acevedo et Fils ») en 1920. Cette société de production est la première à avoir réalisé un long-métrage entièrement colombien, La tragedia del silencio (« La tragédie du silence »). Il paraît pour la première fois en salle le 18 juillet 1924 au théâtre Faenza à Bogotá, attirant un public nombreux. Cependant, selon Gonzalo Acevedo Bernal, « le succès fut faible ». À la suite de la représentation de La tragedia del silencio à Medellín, Acevedo e Hijos attire l'attention de l'industriel Gonzalo Mejía. Grâce à son aide financière, la compagnie réalise un nouveau film en 1925, Bajo el cielo antioqueño (« Sous le ciel d'Antioquia »). 
Les films en Colombie ont surtout abordé des thèmes comme la nature, le folklore et le nationalisme, avec quelques exceptions où les films étaient issus de la littérature. En 1926, le film Garras de oro, réalisé par P.P. Jambrina, s'est fondé sur un fait politique, à savoir la séparation du Panama de la Colombie en 1903, tout en critiquant le rôle joué par les États-Unis lors de cet évènement historique.
La production cinématographique ne se concentrait pas que sur Bogota. Grâce à une volonté de décentralisation, plusieurs films ont été tournés dans d’autres villes telles que Cali, Medellín, Barranquilla, etc. Par ailleurs, c’est à Cali que fut fondée en 1923 la compagnie « Colombia Film », afin de réaliser des films demandant davantage d’exigences techniques. Elle assura notamment la production de deux longs métrages de Camilo Cantinazzi : « Suerte y azar » (« La Chance et le Hasard ») en 1925 et « Tuya es la culpa » (« C'est ta faute ») en 1926.
Le film « Alma provinciana » (« Âme provinciale »), réalisé en 1925 par Félix Joaquín Rodríguez, est considéré comme étant l'un des meilleurs films du cinéma muet colombien sur le plan technique. En effet, son réalisateur, qui avait émigré aux États-Unis de 1915 à 1919 et fréquenté le milieu hollywoodien, était revenu en Colombie après avoir appris les techniques de bases de la prise de vues, du développement et du montage.
Les principaux longs métrages de l’époque du cinéma muet en Colombie ont été perdus et les copies sur support inflammable ne peuvent plus être consultées. Pour certains de ces films, il subsiste également quelques photographies.

Photographies de films muets colombiens.
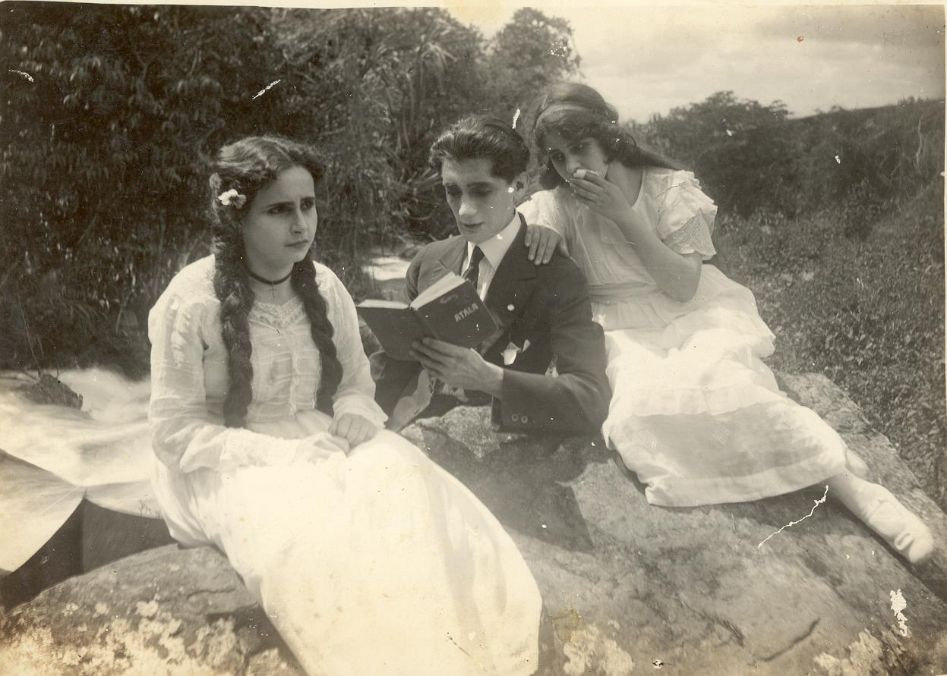
María (1922)
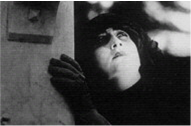
Bajo el cielo antioqueño (1925)
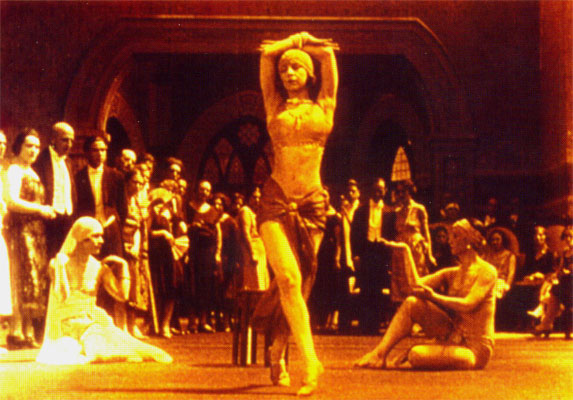
Garras de oro (1926)

### Les débuts du cinéma sonore

#### La crise des années 1930
Vers 1928, avec l’arrivée du cinéma sonore, c'est la fin de l'âge d'or de la production cinématographique colombienne qui connaît des difficultés. Le cinéma muet ne peut opposer de réelle résistance face à cette nouvelle technologie plus onéreuse et compliquée à faire. Les films locaux ont été incapables de rivaliser avec les films hollywoodiens offrant une meilleure qualité. À cela s’ajoute la compétitivité des films argentins et mexicains. Ainsi, les frères Di Domenico, qui considéraient le cinéma sonore comme un obstacle infranchissable, vendirent leur stock de films étrangers ainsi que leur matériel cinématographique. En revanche, les frères Acevedo ont continué à projeter régulièrement leurs « Actualités colombiennes » qui traitaient d’évènements officiels, sportifs et sociaux, et ce jusqu’en 1948[réf. nécessaire]. Par ailleurs, avec l'arrivée sur le marché le 7 juin 1927 de la compagnie Cine Colombia qui diffuse notamment des films importés, les autres entreprises cinématographiques cessent peu à peu leurs activités, à l'exception de Acevedo e hijos. Ces deux sociétés s'associent entre 1929 et 1932 pour réaliser le Noticiero Cineco (les actualités Cineco) qui relate la vie quotidienne de certains secteurs de l'aristocratie nationale, les célébrations sportives, les courses de taureaux, le théâtre, la danse, des processions, les combats de boxe et les carnavals estudiantins.
En 1931, les recherches techniques sur le cinéma sonore, réalisées par Carlos Schroeder qui est d’origine allemande et César Estévez, donnent naissance à un nouvel appareil perfectionné : le Cine Voz Colombia. Cette invention était capable de s’adapter sur n’importe quel projecteur de cinéma muet et de permettre la reproduction du son à partir de disques.

#### Les premières productions
Produit par Acevedo e Hijos et Carlos Schroeder, le premier film sonore colombien a été « Los Primeros ensayos del cine parlante nacional ». Lors de sa sortie en salle le 1er avril 1937, il durait 25 minutes et seulement 9 minutes ont pu être préservées.
Le premier long métrage de fiction sonore « Al son de las guitarras » (« Au son des guitares ») a été réalisé en 1938 par Alberto Santana et supervisé par Carlos Schroeder.
Entre 1941 et 1945, dix longs métrages colombiens de fiction ont été réalisés par quatre compagnies :
- la maison de production Calvo Film, créée en 1941 par Máximo Calvo, a dirigé la production de Flores del valle (« Fleurs de la vallée ») en 1941 et Castigo del Fanfarrón en 1944 ;
- en 1942, Oswaldo Duperly et les frères Leopoldo et Georges Crane Uribe fondent la compagnie Ducrane Films, le nom de l’entreprise étant issu de l’association de leurs patronymes. Ils ont réalisé divers films tels que Allá en el trapiche (« Là-bas au pressoir ») de Roberto Saa Silva et Gabriel Martínez en 1943, Golpe de gracia (« Coup de grâce ») de Hans Brückner et Oswaldo Duperly en 1944, Sendero de luz (« Sentier de lumière ») d’Emilio Alvárez Correa en 1945 ;
- en 1943, certains acteurs, s’étant séparés de la Ducrane Films, ont fondé la compagnie Patria Films dirigée par Alfonso Gaitán, Gabriel Martínez, Humberto Onetto et Lily Alvárez. Ils ont produit Antonia Santos et Bambucos y Corazonesen 1944, ainsi que El sereno de Bogotá (« Le Veilleur de nuit de Bogotá ») en 1945 ;
- en 1944, Cofilma a été fondée par des capitalistes d’Antioquia et a permis la production de Anarkos en 1944 et de La canción de mi tierra (« Le chant de ma terre ») en 1945.

Fondées lors de la Seconde Guerre mondiale, ces quatre compagnies cessèrent leurs activités en 1946.
Antonia Santos, également intitulé Horizontes de gloria, fut le premier film colombien à aborder le thème des luttes indépendantistes. Produit en 1944 par Miguel Joseph y Mayol et Gabriel Martínez, il raconte les dernières années de la vie d'Antonia Santos luttant contre le joug espagnol. La Fundación Patrimonio Fílmico Colombiano possède encore un fragment de 45 secondes de ce film qui durait soixante minutes.

### Années 1950 et 1960: une période de transition
Durant cette période, de nouvelles compagnies se créèrent mais eurent la vie courte. Parmi elles, Caribe Sonofilms (1951-1953), Procinal (1947-1955) avec la réalisation du film Colombia Linda (« Belle Colombie ») en 1955, etc.
Dans les années 1950, Gabriel García Márquez et Enrique Grau ont tenté de relancer l’industrie cinématographique. Ils réalisent en 1954, avec l’aide de l’écrivain Álvaro Cepeda Samudio et du photographe Nereo López, le court-métrage surréaliste « La langosta azul » (« La Langouste bleue »). Le film le plus important des années 1950 fut certainement « El milagro de sal » (« Le Miracle du sel »), réalisé à Zipaquirá, près de Bogotá, par le réalisateur mexicain Luis Moya Sarmiento en 1958. Nous pourrions également citer « La gran obsesión » (« La Grande Obsession ») de Guillermo Ribón Alba, produit en 1955.
La compagnie Acevedo e Hijos cesse ses activités cinématographiques au milieu des années 1950, leurs images étant rachetées en 1964 par le département des relations publiques et de publicité de la société Intercol avant d'être récupérées dans les années 1980 par la Fundación Patrimonio Fílmico Colombiano.
Lors des années 1960, il y eut plus de films réalisés que durant les décennies précédentes. Cependant, elles n'ont pas été considérées comme une période de reprise du cinéma national colombien, de nombreux réalisateurs commençant leur carrière après avoir terminé leurs études dans ce domaine. Lors de cette décennie où virent le jour de nombreux courts métrages documentaires, trois longs métrages parvinrent à obtenir un succès commercial : Tres cuentos colombianos (1962) de Julio Luzardo qui parvint à attirer plus de 40 000 spectateurs colombiens, Un ángel de la calle (1966) de Zacarías Gómez Urquiza et Aquileo venganza (1968) de Ciro Durán.

### Période contemporaine

#### La pornomisère

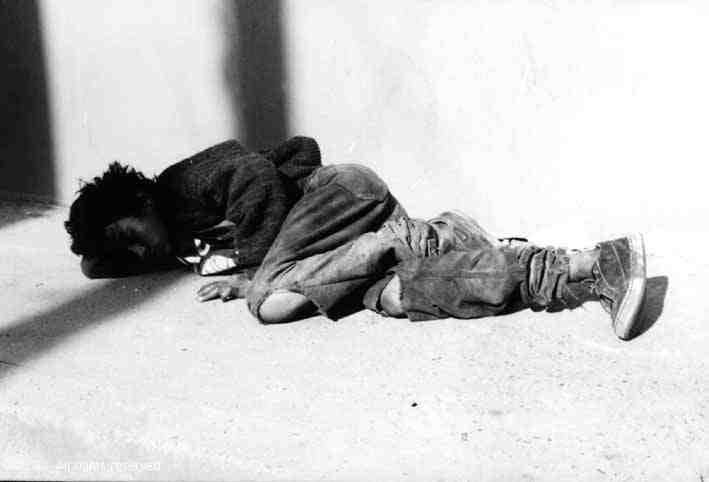
Un enfant dans la rue : une scène commune utilisée par la Pornomiseria dans les années 1970

Dans les années 1970, en Colombie et dans d'autres pays voisins comme le Brésil ou le Venezuela, on assiste à la naissance de la pornomisère (espagnol : pornomiseria) où certaines productions cinématographiques décident de se tourner vers la pauvreté et la misère humaine, afin de gagner de l'argent et avoir une reconnaissance internationale. De nombreux thèmes tels que la misère du peuple, la vie des marginaux, les enfants des rues, les activités de trafic de drogue, l'indifférence et la corruption politique sont abordés dans ce nouveau style de cinéma. Un des films qui présente toutes les caractéristiques de ce genre a été Gamin (« Clochard »), un documentaire de Ciro Durán en coproduction avec l’Institut national de l'audiovisuel français, paru en 1978, à propos des enfants des rues de Bogota, qui ont rompu leurs attaches familiales pour vivre de mendicité et de prostitution.
Les critiques de la pornomiseria estimaient que cette tendance n’abordait pas assez en profondeur les problèmes sociaux et avait une vision trop réductrice car il n’y avait pas de véritables recherches sur le terrain.
En 1971, une nouvelle législation essaie de réglementer les courts et longs métrages. Il s’agit du décret no 1309, complété par la Résolution no 315 de la Superintendencia de los precios, qui a encouragé la production de films colombiens en répartissant des pourcentages entre le producteur, le distributeur et l’exploitant. Ce décret a eu pour conséquence un fort développement des courts-métrages. La même année, à Cali, la compagnie de production de cinéma Cine Colombia inaugure le premier multiplexe cinématographique en Colombie.
La Junta Asesora de Calidad (Conseil consultatif de qualité) est créée en 1974 et dépend de la section cinématographique du Ministère des Communications. Elle avait pour objectif de freiner la production des « mauvais » courts-métrages en les rejetant ou en les privant d’aides au lancement, ce qui a conduit à une baisse sensible de la production de films.

#### FOCINE
La Compañía de Fomento Cinematográfico (FOCINE) fut fondée le 28 juillet 1978 en Colombie, via le décret 1244, durant le mandat présidentiel d'Alfonso López Michelsen. Elle avait pour mission d'administrer un « fonds spécial destiné exclusivement à financer l'industrie cinématographique » défini selon le décret 950 de 1976. FOCINE était une institution d’État dépendant du Ministère des communications colombien, qui a permis la réalisation de vingt-neuf longs-métrages ainsi que de nombreux courts-métrages et documentaires.
Cependant, la corruption au sein de FOCINE conduisit l'institution à déposer le bilan en 1993, à la suite du décret 2125 du 29 décembre 1992. Cette décision entraîna une diminution de la production d’œuvres cinématographiques en Colombie. La fin de FOCINE n'a cependant pas empêché les réalisateurs de produire sans aide de l’État par la suite. C'est par exemple le cas de La Petite Marchande de roses qui a été produit grâce au travail et aux ressources du réalisateur Erwin Gögel sous la direction de Víctor Gaviria en 1998. Ce film, qui est cependant resté seize semaines à l'affiche en Colombie, attirant le public colombien, ne permet pas aux producteurs d'atteindre le seuil de rentabilité, les recettes engendrées étant insuffisantes.
Au cours de la dernière décennie du XXe siècle, après la perte du soutien de l'État lors de la liquidation de FOCINE, les cinéastes du pays ont fondé leurs espoirs sur les coproductions avec des pays européens. Ils ont réussi à accomplir quelques films remarquables telles que les productions du réalisateur Sergio Cabrera, dont le film La estrategia del caracol (« La Stratégie de l'escargot ») en 1993 qui a remporté de nombreux prix internationaux et provoqué un grand intérêt du public colombien.

## Genres cinématographiques

### Films documentaires

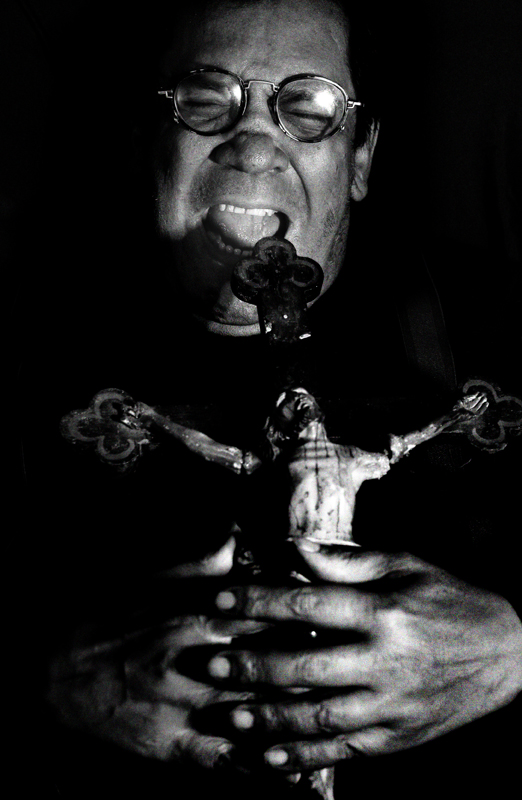
Carlos Mayolo

Les films documentaires en Colombie sont de qualités diverses. Très peu ont été largement diffusés en raison des obstacles que l'industrie cinématographique impose en ce qui concerne l'exposition et la distribution de matériel. Lors de ses débuts, le cinéma colombien se dirige essentiellement vers les films documentaires. Au début des années 1900, les archives cinématographiques regorgent d'actes officiels, d'inaugurations solennelles, de revues militaires et d'évènements sportifs.
En 1915, le documentaire « El drama del 15 octubre » (« Le drame du 15 octobre ») est la première production sérieuse du cinéma colombien. Elle a été précédée de divers documentaires tel que le film de l'Italien Floro Manco, « El Triunfo de la Fe » (« Le Triomphe de la Foi ») en 1914 qui expliquait le développement urbain de Barranquilla. Par ailleurs, de 1924 à 1948, Arturo Acevedo Vallarino et ses fils Gonzalo et Alvaro ont réalisé les « Actualités colombiennes » qui traitaient d’évènements officiels, sportifs et sociaux. Une critique apportée au cinéma documentaire de ces années-là est le fait qu'aucun conflit social des années 1920 n'a été filmé, ce qui ne montrait pas la réalité colombienne de l'époque. On ne retrouve ainsi aucun documentaire sur le Massacre des bananeraies en 1928.
Dès le début des années 1930, des moyens et longs métrages font leur apparition et abordent des faits historiques importants tel que « La entrevista del presidente Olaya Herrera con el presidente Roosevelt » (1931) sur la colonisation nord-américaine. On peut également voir les obsèques de Jorge Eliécer Gaitán assassiné le 9 avril 1948 dans « La manifestación a Jorge Eliécer Gaitán » (1948).
Entre-temps, avec la création en 1938 du Departamento de cine, Gonzalo Acevedo a produit plusieurs courts métrages sur des villes colombiennes afin de développer un cinéma éducatif, via la création de ciné-bus. Bien que ce fut un échec en raison d’un manque de personnel qualifié, cette expérience a été importante pour l'essor du cinéma éducatif en Colombie.
Pendant les années 1970, dans la ville de Cali, les films et les arts en général ont connu un grand "boom". De 1971 jusqu'à sa mort, Andrés Caicedo a appuyé la cinéphilie via la création du Cine Club de Cali qui programmait régulièrement des exemples de cinématographie mondiale. C'est également à cette période que s'est formé le grupo de Cali, une association de cinéastes composée notamment de Luis Ospina, Carlos Mayolo, Ramiro Arbeláez, Andrés Caicedo et autres documentaristes et réalisateurs passionnés par l'image en mouvement.
Dans le même temps, plusieurs réalisateurs ont produit un grand nombre de documentaires. Ainsi, Marta Rodríguez et son époux Jorge Silva, à travers leurs films, ont montré directement la misère de certains groupes humains et leurs luttes. « Chircales », qu'ils ont réalisé entre 1966 et 1972, en est l'exemple-type. En 1970, ils commencèrent également la réalisation de « Testimonio sobre planas » sur le génocide dont furent victimes les Indiens accusés d'aider la guérilla.
Il aura donc fallu attendre les années 1970 pour que le cinéma colombien analyse véritablement la réalité du pays, avec ses problèmes, ses causes et ses conséquences. Exemple-type de ce cinéma critique, le film « Ésta fue mi vereda » (« Tel fut mon chemin ») de l'écrivain Gonzalo Canal Ramírez réalisé en 1960 se base sur la période de la Violencia (1948-1960). Nous pouvons également citer le film controversé du cinéaste colombien Francisco Norden « Camilo, el cura guerrillero » (1974) sur l'histoire de Camilo Torres Restrepo.
Certains documentaires vont être reconnus mondialement. Ainsi, en 1982, Jorge Silva et Marta Rodríguez obtiennent le prix FIPRESCI avec « Nuestra voz de tierra, memoria y futuro ». Plus récemment, au Festival international du film de Miami de 2005, le Grand Prix du Jury pour le meilleur documentaire est attribué à « La sierra » de Scott Dalton et Margarita Martínez. Avec l'arrivée de la vidéo et des nouvelles technologies, un grand nombre de documentaires de diverses qualités a ainsi été réalisé, ce qui a permis l'apparition de certains dans divers festivals de cinéma, aussi bien sur la scène nationale qu'internationale.

### Cinéma d'animation
Le cinéma d'animation apparut pour la première fois au début du XXe siècle en Colombie alors que l'industrie cinématographique, qui y faisait ses débuts, commençait à utiliser des techniques de graphisme telles que la gravure sur pellicule et le stop motion. La première animation, qui ne dura que quelques secondes, fut dans Garras de oro en 1926. Alors que ce film est en noir et blanc, dans un des plans, un drapeau colombien est coloré à la main image par image. Les frères Acevedo utilisèrent dans plusieurs de leurs projections des animations qui servaient à indiquer des emplacements sur des cartes géographiques ou des parcours, comme ce fut le cas pour leur documentaire Colombia victoriosa de 1933. En 1960, le Français Robert Rossé fut le premier à monter un studio d'animation en Colombie. Il fut suivi par Cinesistema, une société de production de courts métrages et de films publicitaires.
Les productions animées connurent une forte demande dans les domaines commercial et publicitaire dans les années 1970 et 1980. Trois entreprises dominèrent durant cette période le marché sur Bogotá : celles de Nelson Ramírez créée en 1972, d'Alberto Badal et de Juan Manuel Agudelo. Par ailleurs, plusieurs auteurs préfèrent réaliser des œuvres de type narratif et expérimental. C'est, par exemple, le cas d'Ernesto Franco Quiñones avec le court métrage de six minutes en noir et blanc, Made in USA, dans les années 1950. Selon Hernando Martínez Pardo, il s'agit du premier dessin animé d'Amérique latine. Le réalisateur colombien Fernando Laverde est également une de ces personnalités importantes de ce mouvement. En effet, de retour en Colombie après avoir voyagé en Espagne où il expérimenta l'animation image
par image en prenant comme modèle les films de Jiří Trnka, il réalisa des histoires audiovisuelles animées telles que El país de Bellaflor, une critique politique créée en 1972 avec des marionnettes animées en bois. En 1978, son film La pobre viejecita, qui est une adaptation d'une des fables du poète Rafael Pombo, devint le premier long métrage d'animation colombien. Grâce à ce film, Laverde obtint le prix Colcultura du meilleur long métrage national.
Dans les années 1990, l'industrie de l'animation connut des changements technologiques majeurs avec l'apparition des logiciels d'animation 2D et 3D. Ainsi naquit la société Conexión Creativa, fondée par les frères Hernán et Diego Zajec et gérée par Maribel Echeverry. Elle créa notamment en 1997 la première série d'animation télévisée d'Amérique latine composée de 113 épisodes, El siguiente programa.

## Économie

### Lois en faveur du cinéma
La création en 1938 du Departamento de cine, annexé au Ministère de l’Éducation, a été possible grâce à Jorge Eliécer Gaitán qui était à l’époque ministre de l’Éducation. Il avait pour but de développer dans toute la Colombie un cinéma éducatif, via la création de ciné-bus. Ainsi, plusieurs courts-métrages sur des villes colombiennes furent effectués afin d’éduquer le peuple colombien par l’intermédiaire du cinéma. Cependant, cette expérience échoua à cause d’un manque de personnel qualifié.
Lors de la Seconde Guerre mondiale, l'importation de films européens vers la Colombie a cessé, laissant la place libre aux films nord-américains et mexicains. Dans une optique de protectionnisme, l'État colombien a institué la loi no 9 de 1942 de promotion de l’industrie cinématographique. Dans cette loi de protection du cinéma, il est stipulé que le caractère national est nécessaire à toute compagnie cinématographique afin de pouvoir profiter de l’exonération de taxes douanières sur l’importation de certains produits nécessaires à leur activité. Le gouvernement se proposait également d’exempter d’impôts les maisons de production et les salles de cinéma qui diffuseraient des courts-métrages nationaux en 35 min, sonores et parlants dans leur totalité.
Au début du XXIe siècle, la production des films a connu une relance grâce à plusieurs lois.
Ainsi, après la disparition de FOCINE en 1993, la loi no 397 de 1997 - ou « Loi Générale de la Culture » - a donné naissance au Ministère de la Culture. Dès lors, des discussions ont pu aboutir à la création d'une feuille de route qui avait pour but d'élaborer un cinéma propre à la Colombie afin qu'il « préserve la pureté de l'ADN national ». Celle loi a également permis la création du Fonds Mixte de Promotion Cinématographique (Fondo Mixto de Promoción Cinematográfica) Proimágenes en Movimiento. Il s'agit d’une corporation privée sans but lucratif qui cherche à consolider et solidifier le secteur cinématographique colombien, grâce à une participation publique et privée et en devenant un acteur privilégié sur les concertations de politiques publiques et sectorielles. La participation publique se fait ainsi via les ministères de la Culture, de l'Éducation et des Communications, l'Université nationale, la direction des impôts nationaux et la banque centrale hypothécaire. Quant à la participation privée, elle est réalisée par l'entreprise américaine Kodak, la fondation du patrimoine filmique colombien et l'association colombienne de distributeurs de films de cinéma.
Quelques années plus tard, la loi no 814 de 2003, plus connue sous le nom de « loi du cinéma » est instaurée. Elle soutient l'activité cinématographique en Colombie, à travers l'instauration d'une taxe de 8,5 % sur les revenus nets des distributeurs et exploitants générés par la distribution et la diffusion de films étrangers. De plus, les exploitants bénéficient d'un abattement de 6,5 % s’il s’agit de la projection d’un court-métrage colombien certifié par le Ministère de la culture. Par ailleurs, cette loi inclut un prélèvement de 5 % sur les recettes des producteurs de films colombiens afin d'alimenter un fonds de soutien (Fonds pour le Développement Cinématographique, FDC) géré par le Consejo Nacional de las Artes y la Cultura en Cinematografía (Conseil National des Arts et de la Culture en Cinématographie, CNACC). Cet impôt est destiné à appuyer les réalisateurs de longs-métrages, courts-métrages ou documentaires, ainsi que des projets de formation. Enfin, bien que les investisseurs puissent récupérer près de 50 % de leurs investissements par le biais de déductions fiscales, il s'avère que les producteurs sont exclus de ce système d'aides, ne pouvant obtenir des ressources que s'ils obtiennent un prix attribué par un jury pour leur film.
Par la suite, la loi no 1556 de 2012, également appelée « loi Filmación Colombia » est mise en œuvre afin de placer la Colombie comme une scène pour tourner et produire des films en attirant des producteurs étrangers qui engageraient des entreprises colombiennes de services cinématographiques au niveau artistique et technique,. Ainsi, pour les films entrant dans les critères de cette loi, 40 % des coûts de pré-production, de tournage et de post-production sont pris en charge par le Fondo Fílmico Colombia qui est rattaché au Ministère du Commerce, de l'Industrie et du Tourisme et le gouvernement couvre 20 % des dépenses d'hôtels, de nourriture et de transport,.

### Projection internationale

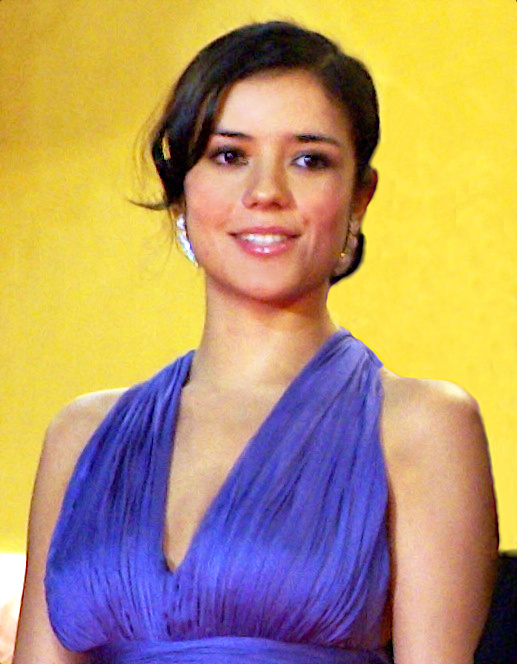
Catalina Sandino Moreno en 2008

Pendant longtemps, le cinéma colombien a été très peu présent dans des événements internationaux. Cependant, la présence régulière de la Colombie, le nombre de films sélectionnés dans différents festivals réputés (tels que le festival de Cannes) et l’augmentation régulière des coproductions internationales, permet de penser qu'il gagne en reconnaissance au niveau international.
Dans les années 1970, quelques documentaires ont connu un succès relatif. Ainsi, Chircales (1972), produit et réalisé par Marta Rodríguez et Jorge Silva, a gagné différents prix internationaux (le Golden Dove au Leipzig DOK Festival et celui du Tampere International Short Film Festival).
Pendant les années 1990, le cinéma colombien a gagné en notoriété avec le film « La estrategia del caracol » (1993) de Sergio Cabrera qui a remporté de nombreux prix. Il en va de même pour Víctor Gaviria avec ses films « Rodrigo D: No futuro » (1990) et « La Vendedora De Rosas » (sorti en 1998 et présenté en sélection officielle en compétition au festival de Cannes).
En 2004, lors du Festival international du film de Berlin, l'actrice colombienne Catalina Sandino Moreno partage, avec Charlize Theron, l'Ours d'argent de la meilleure actrice pour son rôle dans le film colombien Maria, pleine de grâce, en coproduction avec les États-Unis. La même année, elle se voit également décernée par l'Academy of Motion Picture Arts and Sciences l'Oscar de la meilleure actrice. En 2008, le film Paraíso Travel, du réalisateur colombien Simón Brand (es), a été bien accueilli en Amérique, recevant le prix du public au festival du film latino-américain de Huelva et celui du public et du jury au Los Angeles latino Film Festival. En 2010, toujours au Festival international du film de Berlin, La Barra, de Óscar Ruiz Navia reçoit le Prix de la critique, tandis que le film du même réalisateur, Los Hongos, obtient le prix spécial du jury au Festival international du film de Rotterdam. En 2015, César Augusto Acevedo est triplement primé au festival de Cannes, avec la Caméra d'Or et deux prix de la critique.

### Festivals de cinéma

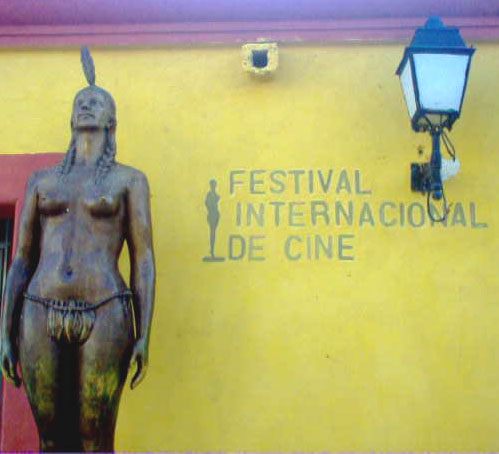
Bureaux du Festival international du film de Carthagène, dans le centre historique de la ville.

Le cinéma prend une place de plus en plus importante en Colombie. Pour preuve, plusieurs festivals du cinéma de niveau national et international ont fait leur apparition. Les deux plus importants sont :
- le Festival international du film de Carthagène fondé en 1960 qui décerne la Catalina de Oro ;
- le Festival du film de Bogota depuis 1984 qui attribue le Círculo Precolombino de Oro.

En plus de ces deux festivals internationaux, de nombreux festivals, qui récompensent les réalisateurs locaux et promeuvent l'accès d'un large public au cinéma, ont lieu toute l'année en Colombie, dont voici quelques-uns notables :
- Eurociné (depuis 1995) ;
- le Festival du cinéma et de la vidéo de Santa Fe de Antioquia (depuis 2000) ;
- le Festival du cinéma colombien Feria de las Flores (depuis 2000) ;
- le Festival du cinéma français (depuis 2001).

### Exploitation cinématographique
| Années | Nombre d'entrées pour les films colombiens (en millions) | Nombre total d'entrées (en millions) | Nombre de films colombiens | Nombre total de films |
| ------ | -------------------------------------------------------- | ------------------------------------ | -------------------------- | --------------------- |
| 1996   | 0,987                                                    | 18,1                                 | 3                          | 273                   |
| 1997   | 0,1                                                      | 17,9                                 | 1                          | 252                   |
| 1998   | 1,422                                                    | 18,4                                 | 4                          | 241                   |
| 1999   | 0,112                                                    | 16                                   | 3                          | 246                   |
| 2000   | 0,618                                                    | 17,2                                 | 4                          | 204                   |
| 2001   | 0,84                                                     | 17,8                                 | 7                          | 203                   |
| 2002   | 0,855                                                    | 18,4                                 | 4                          | 180                   |
| 2003   | 0,577                                                    | 17,1                                 | 5                          | 175                   |
| 2004   | 0,945                                                    | 17,1                                 | 8                          | 167                   |
| 2005   | 1,979                                                    | 15,9                                 | 8                          | 164                   |
| 2006   | 2,807                                                    | 20,2                                 | 8                          | 162                   |
| 2007   | 2,387                                                    | 20,7                                 | 10                         | 198                   |
| 2008   | 2,278                                                    | 21,6                                 | 13                         | 200                   |
| 2009   | 1,208                                                    | 27,1                                 | 12                         | 214                   |
| 2010   | 1,531                                                    | 33,7                                 | 10                         | 207                   |
| 2011   | 2,994                                                    | 38,0                                 | 18                         | 213                   |
| 2012   | 3,386                                                    | 40,8                                 | 23                         | 213                   |

Le film ayant fait le plus d'entrées du 1er janvier 2007 au 7 avril 2013 est L'Âge de glace 4 (2012) avec 2 995 337 entrées.

### Distribution
En Colombie, on dénombre quatre principaux distributeurs de films commerciaux : Cine Colombia, Cinemark Colombia, Procinal et Royal Films. Créée le 7 juin 1927, Cine Colombia est la chaîne la plus grande et la plus représentative du pays. C'est également le premier réseau cinématographique colombien, tant en nombre de billets vendus que chronologiquement parlant.
| Les distributeurs en Colombie pour 2007 | Les distributeurs en Colombie pour 2007 | Les distributeurs en Colombie pour 2007 |
| Distributeurs                           | Spectateurs                             | Billetterie                             |
| --------------------------------------- | --------------------------------------- | --------------------------------------- |
| Cine Colombia                           | 11 755 660 (52 %)                       | $ 88 312 969 800 (58 %)                 |
| Cinemark Colombia                       | 3 424 725 (15 %)                        | $ 25 071 379 850 (17 %)                 |
| Procinal                                | 3 198 948 (14 %)                        | $ 10 109 862 038 (7 %)                  |
| Royal Films                             | 1 747 502 (8 %)                         | $ 10 852 956 500 (7 %)                  |
| Autres (au nombre de 76)                | 2 647 017 (12 %)                        | $ 17 441 989 600 (11 %)                 |
| TOTAL                                   | 22 773 852 (100 %)                      | $ 151 789 157 788 (100 %)               |

### Ouvrages utilisés
- Angélica-Maria Mateus Mora, Cinéma et audiovisuel latino-américain : l'Indien, images et conflits, Paris, Éditions L'Harmattan, 2012, 266 p. (ISBN 978-2-296-99706-6, lire en ligne)

1. 1 2  p. 73
2. 1 2 3 4 5  p. 74
3. ↑  p. 75

- Guy Hennebelle et Alfonso Gumucio-Dagmón, Les cinémas de l'Amérique latine, Lherminier, coll. « Le cinéma et son histoire », 1981, 543 p. (ISSN 0181-7337, lire en ligne)

1. 1 2  p. 229
2. ↑  p. 233
3. ↑  p. 234
4. 1 2  p. 236
5. ↑  p. 240

### Autres références
1. 1 2  (es) Leila El' Gazi, « Cien años de la llegada del cine a Colombia : abril 13 de 1897 », Revista Credencial Historia, no 88,‎ avril 1997 (lire en ligne)
2. 1 2 3  (es) Efraín Bahamón P. et Jorge Nieto, « Los pioneros que vinieron de afuera », Cuadernos de cine colombiano, no 7,‎ juin-décembre 2005, p. 46-53 (ISSN 1692-6609)
3. ↑  (es) Jorge Alberto Moreno G., Rito Alberto Torres M., « Cronología de la llegada del cine a Colombia (1897-1899) », Fundación Patrimonio Fílmico Colombiano (consulté le 18 février 2013)
4. ↑  (es) Jorge Nieto et Diego Rojas, Tiempos del Olympia, Bogota, Fundación Patrimonio Filmico Colombiano, 1992, 132 p. (ISBN 958-95510-1-7, lire en ligne)
5. 1 2  (es) Diego Rojas Romero, « Cine colombiano : primeras noticias, primeros años, primeras películas », Revista Credencial Historia, no 88,‎ avril 1997 (lire en ligne)
6. ↑  (es) Hernando Salcedo Silva, Fin de la période « primitive », Crónicas del cine colombiano: 1897-1950, Carlos Valencia Editores, 1981
7. ↑  (es) Pedro Adrián Zuluaga, « Noviembre 21 de 1915 : El cine que no pudo ser », Semana,‎ 30 mai 2004 (lire en ligne)
8. ↑  (es) Leila El'Gazi, « María (Máximo Calvo) », Revista Credencial Historia, Bogota, no 112,‎ avril 1999 (lire en ligne)
9. ↑  (en) Peter H. Rist, Historical Dictionary of South American Cinema : Historical Dictionaries of Literature and the Arts, Lanham, Rowman & Littlefield, 2014, 760 p. (ISBN 978-0-8108-8036-8, lire en ligne), p. 172
10. ↑  (es) Leila El'Gazi, « María (Máximo Calvo) », Revista Credencial Historia, no 112,‎ avril 1999 (lire en ligne)
11. ↑  (es) Juana Salamanca Uribe, « El nacimiento de las industrias culturales », Credencial Historia, no 268,‎ 1er avril 2012 (lire en ligne)
12. ↑  (es) « Aura o las violetas (1924) », Proimágenes Colombia (consulté le 19 février 2013)
13. ↑  (es) Hernando Salcedo Silva, Entrevue avec Gonzalo Acevedo, Crónicas del cine colombiano: 1897-1950, Carlos Valencia Editores, 1981
14. 1 2  (es) « Los Acevedo hacen cine (1924) », El Tiempo,‎ 26 avril 2010 (lire en ligne)
15. ↑  (es) Hernando Martínez Pardo, Historia del Cine Colombiano, Éd. América Latina (Bogotá), 1978
16. ↑  (es) Hernando Salcedo Silva, Entrevue avec la veuve du docteur Félix Rodríguez, Crónicas del cine colombiano: 1897-1950, Carlos Valencia Editores, 1981
17. ↑  (es) Leila El Gazi, « Acevedo, Familia », Bibliothèque Luis Angel Arango
18. 1 2  (es) Jorge Alberto Moreno Gómez, « Cine Colombia: 80 años », Fundación Patrimonio Fílmico Colombiano, 2007 (consulté le 19 février 2013)
19. ↑  (es) « 1916-1937 : El cine silente o la Colombia idealizada », Fundación Patrimonio Fílmico Colombiano (consulté le 19 février 2013)[PDF]
20. ↑  (es) L'arrivée du cinéma sonore et parlant en Colombie, Rito Alberto Torres, Institut du patrimoine cinématographique colombien
21. ↑  Julián David Correa R., « Révolutions sur tous les écrans », dans Ouvrage collectif, Cinémas d'Amérique Latine, Toulouse, Presses universitaires du Mirail (no 18), 2010, 168 p. (ISBN 9782810700950), p. 49-57
22. ↑  (es)« Antonia Santos », ProImagenes Colombia (consulté le 20 février 2013)
23. ↑  (es) Biographie de Gabriel García Márquez
24. 1 2  (en) Peter H. Rist, Historical Dictionary of South American Cinema : Historical Dictionaries of Literature and the Arts, Lanham, Rowman & Littlefield, 2014, 760 p. (ISBN 978-0-8108-8036-8, lire en ligne), p. 174
25. ↑  (es) Omar Khan, « Desde la 'pornomiseria' hasta los circuitos comerciales », dans El País, le 24/11/2007
26. ↑  (es) 1960-1977 : Arduos campos de batalla, Institut du patrimoine cinématographique colombien
27. ↑  (es) Des champs de bataille ardus, Institut du patrimoine cinématographique colombien
28. ↑  Rito Alberto Torres Moya, « Los López: Pumarejo, Michelsen y Caballero en el audiovisual colombiano » (consulté le 8 avril 2014)
29. 1 2  (es) Histoire du cinéma en Colombie, María Consuelo Araujo Castro, Ministra de Cultura, Tomado del libro Largometrajes Colombianos en Cine y Video, 2005
30. ↑  (es) « FOCINE: la toma final », El Tiempo,‎ 17 janvier 1993 (lire en ligne)
31. 1 2 3  Julián David Correa, « Douleur & diversité : le cinéma et la violence contemporaine en Colombie », dans Ouvrage collectif, Cinémas d'Amérique Latine, Toulouse, Presses universitaires du Mirail (no 12), 2004, 189 p. (ISBN 9782858167227), p. 141-148
32. 1 2  Julián David Correa, « Trois actes de foi », dans Ouvrage collectif, Cinémas d'Amérique Latine, Toulouse, Presses universitaires du Mirail (no 7), 1999, 183 p. (ISBN 9782858164479), p. 133-138
33. ↑  (en) Liste des prix obtenus par le film La estrategia del caracol
34. ↑  (es) Sandro Romero Rey, Andrés Caicedo o la muerte sin sosiego, Editorial Norma, 2007, p. 104,  (ISBN 9789584503800)
35. ↑  (es) Fiche descriptive de « Nuestra voz de tierra, memoria y futuro » sur Proimágenes en Movimiento
36. ↑  (es) Fiche descriptive de « La sierra » sur Proimágenes en Movimiento
37. 1 2 3 4 5 6 7 8 9  Juan Manuel Pedraza et Oscar Andrade, « Histoire du cinéma d’animation en Colombie (1926-2008) », dans Ouvrage collectif, Cinémas d'Amérique Latine, Toulouse, Presses universitaires du Mirail (no 16), 2008, 140 p. (ISBN 9782858169894), p. 149-159
38. ↑  (es) « 1938-1959 : El poder de la ideas », Fundación Patrimonio Fílmico Colombiano (consulté le 21 février 2013)[PDF]
39. ↑  (es) Le pouvoir des idées, Institut du patrimoine cinématographique colombien
40. ↑  (fr) Paul Roselé Chim, Économie du cinéma de l'audiovisuel et de la communication : le monde Caribéen et Hollywood, Éd. Publibook, 2003, p. 98,  (ISBN 2748325907)
41. ↑  (es) Loi no 9 de 1942
42. ↑  (es) Loi no 397 de 1997
43. 1 2  (es) Luis Fernando Afanador, « Cine : tanteo y error », Revista Arcadia, 3 mars 2010 (consulté le 6 avril 2011)
44. ↑  (es) Qu’est-ce Proimágenes?
45. ↑  Claudia Triana de Vargas, « Le Fonds mixte de promotion cinématographique », dans Ouvrage collectif, Cinémas d'Amérique Latine, Toulouse, Presses universitaires du Mirail (no 7), 1999, 183 p. (ISBN 9782858164479), p. 129-130
46. ↑  (es) Loi no 814 de 2003
47. ↑  (es) La ley de cine para todos
48. ↑  (fr) Emmanuel Cocq, Les coûts de production des œuvres audiovisuelles dans les pays en développement), Groupe d’Économie Mondiale de SCPO Paris, mars 2007
49. ↑  (es) Sergio Villamizar D., « 2012 : Un año único para el cine colombiano », El Universal,‎ 29 décembre 2012 (lire en ligne)
50. ↑  (es) Adelfa Martínez, « Nuestro cine para todos ya es una realidad », El Tiempo,‎ 7 septembre 2012 (lire en ligne)
51. 1 2  (es) Congrès de la République de Colombie, « Ley 1556 de 2012 - Ley Filmación Colombia », 9 juillet 2012 (consulté le 27 février 2013)
52. ↑  (es) Juan David Montoya, « Medellín podría ser Meca del cine », El Colombiano,‎ 15 juillet 2012 (lire en ligne)
53. ↑  (es) Conozca a César Acevedo, el caleño que ganó tres premios en el Festival de Cine de Cannes, ""El País, 23 mai 2015
54. 1 2  (es)Proimágenes Colombia, « Evolución del Cine Colombiano » (consulté le 7 novembre 2012)
55. 1 2  (es)Proimágenes Colombia, « Evolución del mercado cinematográfico en Colombia » (consulté le 7 novembre 2012)
56. ↑  http://boxofficemojo.com/intl/colombia/yearly/
57. ↑  http://proimagenescolombia.com/secciones/cine_colombiano/cine_en_cifras/2013_1/ingles/2-evolution-of-colombia-film-industry.html
58. ↑  (es) Jorge Alberto Moreno Gómez, Cine Colombia : 80 ans, Fundación Patrimonio Fílmico Colombiano
59. ↑  (es) Statistiques selon Proimágenes